# Grant Morrison
Grant Morrison (ur. 31 stycznia 1960 w Glasgow)  – szkocki twórca komiksów i dramaturg.

## Życiorys
Morrison urodził się w Glasgow w Szkocji w 1960. Uczęszczał do Allan Glen's School, gdzie jego pierwsze portfolio zostało odrzucone przez nauczyciela zajmującego się doradztwem zawodowym. Ten zachęcił go do pracy w banku. Jego pierwsze opublikowane twory to krótkie historie Gideona Stargrave’a. tworzone do antologii Near Myths w 1978. Miał wtedy około 17 lat. Jego prace ukazały się w czterech z pięciu numerów antologii.  Zachęciło go to do dalszego tworzenia.
W 2012 odznaczony Kawalerią Orderem Imperium Brytyjskiego (MBE).

## Życie prywatne
Morrison żyje i pracuje w Los Angeles. W 2020 roku, w wywiadzie udzielonym dla Mondo 2000, wyjawił, że od 10 roku życia jest osobą niebinarną.

## Twórczość
Wśród jego wczesnych prac można znaleźć na przykład komiks ukazujący się co tydzień w lokalnej gazecie, The Govan Press. Opowiadał on o kapitanie Clyde, bezrobotnym superbohaterze z siedzibą w Glasgow. Jego dzieła pojawiały się także w antologii wydawanej przez DC Thomson pod tytułem Starblazer, fantastycznonaukowej wersji komiksu Commando.
Jest znany ze swoich nieliniowych narracji i kontrkulturowych skłonności, które pojawiały się w takich komiksach DC Comics jak Animal Man, Batman, JLA, Green Lantern, Action Comics, czy All-Star Superman. Stworzył także komiksy dla Vertigo, takie jak Doom Patrol czy The Invisibles, czy dla Fleetway Publications (2000 AD). Jest też współtwórcą serialu tworzonego dla SciFi Universal pod tytułem Happy!.

## Adaptacje

### Film
| Rok  | Tytuł                                         | Na podstawie      |
| ---- | --------------------------------------------- | ----------------- |
| 2010 | Liga Sprawiedliwych: Kryzys na dwóch Ziemiach | JLA: Earth 2      |
| 2011 | All-Star Superman                             | All-Star Superman |
| 2014 | Son of Batman                                 | Batman and Son    |

### Telewizja
| Rok       | Tytuł           | Na podstawie                                   |
| --------- | --------------- | ---------------------------------------------- |
| 2017–2019 | Happy!          | Happy!                                         |
| 2019      | Doom Patrol     | Doom Patrol                                    |
| TBA       | Brave New World | Nowy wspaniały świat autorstwa Aldousa Huxleya |